# Distretto di Ialomița
Il distretto di Ialomița (in romeno Județul Ialomița ) è uno dei 41 distretti della Romania, ubicato nella regione storica della Muntenia.

## Centri principali
| Comune                  | Abitanti |
| ----------------------- | -------- |
| Slobozia                | 52 313   |
| Fetești                 | 34 579   |
| Urziceni                | 17 534   |
| Țăndărei                | 12 620   |
| Amara                   | 7 882    |
| Făcăeni                 | 5 739    |
| Bordușani               | 5 206    |
| Dati del 1º luglio 2007 |          |

## Geografia antropica
Il distretto è composto da 3 municipi, 4 città e 57 comuni.

### Municipi
- Slobozia
- Fetești
- Urziceni

### Città
- Amara
- Căzănești
- Fierbinți-Târg
- Țăndărei

### Comuni
- Adâncata
- Albești
- Alexeni
- Andrășești
- Armășești
- Axintele
- Balaciu
- Bărcănești
- Borănești
- Bordușani
- Brazii
- Bucu

- Buești
- Ciocârlia
- Ciochina
- Ciulnița
- Cocora
- Cosâmbești
- Coșereni
- Drăgoești
- Dridu
- Făcăeni
- Gârbovi
- Gheorghe Doja

- Gheorghe Lazăr
- Giurgeni
- Grindu
- Grivița
- Gura Ialomiței
- Ion Roată
- Jilavele
- Maia
- Manasia
- Mărculești
- Mihail Kogălniceanu

- Miloșești
- Moldoveni
- Movila
- Movilița
- Munteni-Buzău
- Ograda
- Perieți
- Platonești
- Reviga
- Roșiori
- Sălcioara

- Sărățeni
- Săveni
- Scânteia
- Sfântu Gheorghe
- Sinești
- Stelnica
- Sudiți
- Traian
- Valea Ciorii
- Valea Măcrișului
- Vlădeni